# 로비오 엔터테인먼트
로비오 엔터테인먼트(영어: Rovio Entertainment, 옛 이름: 로비오 모바일)는 핀란드의 모바일 게임 개발 회사이다. 앵그리버드라는 게임으로 유명하다.

## 개발한 게임 목록
- 앵그리버드
  - 앵그리버드 Go!
  - 앵그리버드 스타워즈 II
  - 앵그리버드 스타워즈
  - 배드피기스
  - 앵그리버드 시즌스
  - 앵그리버드 리오
  - 앵그리버드 스페이스
  - 앵그리버드 트랜스포머
  - 앵그리버드 스텔라
  - 앵그리버드 팝!
  - 앵그리버드 2
- 어메이징 알렉스
- 니드 포 스피드: 카본
- 바운스 에볼루션
- 바운스 테일즈
- 바운스 터치
- 바운스 보잉 보예지
- 버거 러시
- 버르노트
- 콜랩스 카오스
- 사이버 블러드
- 다키스트 피어
- 다키스트 피어 2
- 다키스트 피어 3
- 데저트 스나이퍼
- 드래곤 & 제이드
- 포뮬러 GP 레이싱
- 젬 드롭
- 마린 스나이퍼
- 몰 워
- 페이드 투 킬
- 페이퍼 플레인스
- 패트론 엔젤
- 플레이맨 윈터 게임
- 쇼핑 매드니스
- 슈퍼내추럴 시티
- 스페이스 임팩트: 메테오 실드
- 스타 마린
- 슈머 스키 점프
- 스와트 엘리트 트룹스
- 토토미
- 워 다이어리:버마
- 워 다이어리:톨페도
- 울프문
- X-팩터